# 圣帕斯夸尔谷高中
圣帕斯夸尔谷高中，是位于美国加利福尼亚州温特哈芬的一所高中，靠近亞利桑那州的尤马。它是圣帕斯夸尔谷联合学区唯一的高中。也是亚利桑那州校际协会唯一的州外成员。